# Tephrosia oubanguiensis
Tephrosia oubanguiensis är en ärtväxtart som beskrevs av Tisser.. Tephrosia oubanguiensis ingår i släktet Tephrosia och familjen ärtväxter. Inga underarter finns listade i Catalogue of Life.